# Patrick Poivre d'Arvor
Patrick Poivre d'Arvor (Reims, 20 de setembro de 1947) é um jornalista e escritor francês.
Repórter Antenne 2 1976-1983, tornou-se o apresentador do noticiário das 20 horas da TF1 1987-2008 e uma figura importante no cenário da mídia francesa, quer como entrevistador ou moderador vários programas literários. Ele inspira a criação em 1988 do personagem de PPD, o boneco Canal +, Les Guignols de l'info o mesmo que Contra-informação em Portugal.